# Minotaur (förlag)
Bokförlaget Minotaur är ett svenskt bokförlag som ger ut översatt kriminallitteratur. Förlaget grundades av Henrik B Nilsson i Malmö och den första boken utgavs 1999. Sedan 2003 är förlaget ett imprintförlag i Stockholm inom Forum bokförlag. Kända författare som utkommit på Minotaur är bland andra Mark Billingham, Stephen Booth, Reginald Hill, Denise Mina, Peter Robinson och Ian Rankin.